# D-брана
D-брана (мембрана Дирихле) — класс протяжённых объектов в теории струн, на которых открытые струны могут заканчиваться граничными условиями Дирихле. Были введены в науку Джином Даем, Робертом Ли, Джозефом Полчински и, независимо, Петром Хоржавой в 1989 году. В 1995 году Полчински отождествил D-браны с чёрными Р-бранными решениями уравнений супергравитации, совершив открытие, которое привело ко «второй суперструнной революции» и созданию М-теории.
D-браны обычно классифицируются по их пространственной размерности, которое обозначается числом, записанным после буквы «D». D0-брана — это одна точка, D1-брана — это линия (иногда называемая «D-струной»), D2-брана — это плоскость, а D25-брана заполняет пространство высших измерений, рассматриваемое в теории бозонных струн. Существуют также инстантонные D(-1)-браны, локализованные как в пространстве, так и во времени.

## Теоретические предпосылки
Уравнения движения теории струн требуют, чтобы конечные точки открытых струн (струн с конечными точками) удовлетворяли одному из двух типов граничных условий: граничному условию Неймана, соответствующее свободным конечным точкам, перемещающимся через пространство-время со скоростью света, или граничным условиям Дирихле, которые закрепляют конечную точку струны. Каждая координата струны должна удовлетворять одному или другому требованию из этих условий. Также могут существовать струны со смешанными граничными условиями, при которых две конечные точки удовлетворяют границам NN, DD, ND и DN. Если P пространственных измерений удовлетворяют граничному условию Неймана, тогда конечная точка струны ограничена для перемещения в пределах p-мерной гиперплоскости. Эта гиперплоскость даёт одно описание Dp-браны.
Несмотря на жёсткость в пределе нулевой связи, спектр открытых струн заканчивается на D-брана содержащими моды, связанные с их флуктуациями, подразумевая, что D-браны являются динамическими объектами. Когда {\displaystyle N} D-бран почти совпадают, спектр струн, растянутых между ними, становится очень богатым. Один набор мод дает неабелеву калибровочную теорию на мировом объёме. Другой набор мод представляет собой {\displaystyle N\times N}-мерную матрицу для каждого поперечного размера браны. Если эти матрицы коммутируют, они могут быть диагонализированы, и собственные значения определяют положение {\displaystyle N} D-бран в пространстве. В более общем плане браны описываются некоммутативной геометрией, которая позволяет необычное поведение, такое как эффект Майерса, при котором коллекция Dp-бран расширяется в D(p+2)-брану.
Тахионная конденсация является центральным понятием в этой области. Ашок Сен показал, что в теории струн типа IIb тахионная конденсация позволяет (в отсутствие потока 3-формы Невё — Шварца) произвольная D-брана конфигурация должна быть получена из стека D9 и анти-D9-Бран. Эдвард Виттен показал, что такие конфигурации могут быть классифицированы по K-теории из пространства-времени. Тахионная конденсация до сих пор очень плохо изучена. Это связано с тем, что отсутствие точной теории струнного поля, которая описывала бы эволюцию тахиона вне оболочки.

## Приложения в космологии
Теория D-бран имеет ряд следствий в физической космологии. Поскольку теория струн подразумевает, что Вселенная имеет больше измерений, чем мы наблюдаем: 26 для бозонных теорий струн и 10 для теорий суперструн; мы должны найти причину, по которой дополнительные измерения не наблюдаемы. Одна из возможных версий заключается в том, что видимая Вселенная на самом деле является очень большой D-браной, простирающейся в трех пространственных измерениях. Материальные объекты, сделанные из открытых струн, привязаны к D-бране и не могут двигаться «под прямым углом к реальности», чтобы исследовать Вселенную вне браны. Этот сценарий называется космологией бран. Сила тяготения не обусловлена открытыми струнами; гравитоны, несущие гравитационные силы, являются колебательными состояниями «закрытых» струн. Поскольку замкнутые струны не обязательно должны быть присоединены к D-бранам, гравитационные эффекты могут зависеть от дополнительных измерений, ортогональных бране.

## Рассеяние D-бран
Когда две D-браны приближаются друг к другу, взаимодействие захватывается амплитудой кольцевого кольца одной петли струн между двумя бранами. Сценарий двух параллельных бран, приближающихся друг к другу с постоянной скоростью, можно сопоставить с задачей о двух неподвижных бранах, которые вращаются относительно друг друга на некоторый угол. Амплитуда затрубного пространства дает сингулярности, соответствующие образованию на оболочке открытых струн, растянутых между двумя бранами. Это верно независимо от заряда D-бран. При нерелятивистских скоростях рассеяния открытые струны могут быть описаны низкоэнергетическим эффективным действием, содержащим два сложных скалярных поля, связанных термином {\displaystyle \phi ^{2}\chi ^{2}}. Таким образом, как поле {\displaystyle \phi } (разделение бран) изменяется, изменяется масса поля {\displaystyle \chi }. Это приводит к образованию открытой струны, и в результате две рассеивающие браны будут захвачены.

## Калибровочные теории
Расположение D-бран сужает типы строковых состояний, которые могут существовать в системе. Например, если у нас есть две параллельные D2-браны, мы можем легко представить себе струны, тянущиеся от первой браны ко второй бране или наоборот. (В большинстве
теорий струны являются «ориентированными» объектами: каждая из них несет «стрелку», определяющую направление вдоль её длины.) Открытые струны, допустимые в этой ситуации, затем делятся на две категории, или «сектора»: те, которые возникают на бране 1 и заканчиваются на бране 2, и те, которые возникают на бране 2 и заканчиваются на бране 1. Символически мы говорим, что у нас есть сектора [1 2] и [2 1]. Кроме того, строка может начинаться и заканчиваться на одной бране, давая секторы [1 1] и [2 2]. (Числа внутри скобок называются «Индексы Чан-Патона», но на самом деле это просто ярлыки, идентифицирующие браны.) Строка в секторе [1 2] или [2 1] имеет минимальную длину: она не может быть короче, чем расстояние между бранами. Все струны имеют некоторое напряжение, против которого нужно тянуть, чтобы удлинить объект; это притяжение действует на струну, добавляя ей энергии. Вследствие того, что теория струн по своей природе релятивистская, добавление энергии к струне эквивалентно добавлению массы, по соотношению Эйнштейна E = mc2. Таким образом, разделение между D-бранами определяет минимальную возможную массу открытых струн.
Кроме того, прикрепление конечной точки строки к бране влияет на то, как струна может перемещаться и вибрировать. Вследствие того, что состояния частиц «возникают» из теории струн как различные вибрационные состояния, которые может испытывать струна, расположение D-бран определяет типы частиц, присутствующих в теории. Самый простой случай — это [1 1] сектор для Dp-браны, то есть струны, которые начинаются и заканчиваются на любой конкретной D-бране размеров p. Исследуя последствия действия Намбу — Гото (и применяя правила квантовой механики для квантования струны), можно обнаружить, что среди спектра частиц есть одна, напоминающая фотон, основной квант электромагнитного поля. Сходство является точным: p-мерная версия электромагнитного поля, подчиняющаяся p-мерному аналогу уравнений Максвелла, существует на каждой Dp-бране.
В этом смысле можно сказать, что теория струн «предсказывает» электромагнетизм: D-браны являются необходимой частью теории, если мы допускаем существование открытых струн, и все D-браны несут электромагнитное поле на своём объёме.
Другие состояния частиц происходят из струн, начинающихся и заканчивающихся на одной и той же D-бране. Некоторые из них соответствуют безмассовым частицам, таким как фотон; также в этой группе есть набор безмассовых скалярных частиц. Если Dp -брана встроена в пространство — время пространственных измерений d, то брана несет (в дополнение к своему полю Максвелла) набор d-p безмассовых скаляров (частиц, которые не имеют поляризаций, подобных фотонам, образующим свет). Интересно, что существует столько же безмассовых скаляров, сколько направлений, перпендикулярных бране; геометрия расположения бран тесно связана с квантовой теорией поля существующих на ней частиц. На самом деле эти безмассовые скаляры являются голдстоуновскими возбуждениями браны, соответствующими различным способам нарушения симметрии пустого пространства. Размещение D-браны во Вселенной нарушает симметрию между местоположениями, потому что она определяет конкретное кружево, присваивая особое значение
определённому местоположению вдоль каждого из направлений d-p, перпендикулярных бране.
Квантовая версия электромагнетизма Максвелла — это только один вид калибровочной теории, калибровочная теория U(1), где калибровочная группа состоит из унитарных матриц порядка 1. D-браны могут быть использованы для генерации калибровочных теорий более высокого порядка следующим образом:
Рассмотрим группу N отдельных Dp-бран, расположенных параллельно для простоты. Браны обозначены 1,2,…N для удобства. Открытые строки в этой системе существуют в одном из многих секторов: строки, начинающиеся и заканчивающиеся на некоторой бране i, дают этой бране поле Максвелла и некоторые безмассовые скалярные поля на её объёме. Струны, тянущиеся от браны i к другой бране j, обладают более интересными свойствами. Для начала стоит спросить, какие сектора струн могут взаимодействовать друг с другом. Одним из простых механизмов взаимодействия строк является объединение двух строк в конечные точки (или, наоборот, разделение одной строки на две «дочерние» строки). Поскольку конечные точки ограничены лежащими на D-бранах, очевидно, что строка [1 2] может взаимодействовать со строкой [2 3], но не с [3 4] или [4 17].
Массы этих струн будут зависеть от разделения между бранами, как обсуждалось выше, поэтому для простоты мы можем представить себе, что браны сжимаются все ближе и ближе друг к другу, пока они не лягут друг на друга. Если мы рассматриваем две перекрывающиеся браны как различные объекты, то у нас все ещё есть все сектора, которые мы имели раньше, но без эффектов из-за
разделения бран.
Состояния нулевой массы в спектре частиц открытой струны для системы N совпадающих D-бран дают набор взаимодействующих квантовых полей, который является точно U(N) калибровочная теория. (Теория струн содержит и другие взаимодействия, но они обнаруживаются только при очень высоких энергиях.) Калибровочные теории не были изобретены, начиная с бозонных или фермионных струн; они возникли из другой области физики, и стали весьма полезны сами по себе. Помимо всего прочего, отношение между
геометрией D-браны и калибровочной теорией дает полезный педагогический инструмент для объяснения калибровочных взаимодействий, даже если теория струн не может быть «теорией всего».

## Чёрные дыры
Ещё одним важным применением теории D-бран является исследование чёрных дыр. С 1970-х годов учёные обсуждали проблему чёрных дыр, обладающих энтропией. Рассмотрим в качестве мысленного эксперимента падение некоторого количества горячего газа в
чёрную дыру. Поскольку газ не может вырваться из гравитационного притяжения дыры, его энтропия, по-видимому, исчезла из вселенной. Чтобы сохранить второе начало термодинамики, нужно постулировать, что чёрная дыра получила ту энтропию, которую первоначально имел падающий газ. Пытаясь применить квантовую механику к изучению чёрных дыр, Стивен Хокинг обнаружил, что дыра должна излучать энергию с характерным спектром теплового излучения. Характерная температура этого излучения Хокинга задается формулой:
{\displaystyle T_{\rm {H}}={\frac {\hbar c^{3}}{8\pi GMk_{B}}}\;\quad (\approx {1.227\times 10^{23}\;kg \over M}\;K)},
где {\displaystyle G} — гравитационная постоянная Ньютона, {\displaystyle M} — масса чёрной дыры, {\displaystyle k_{B}} — постоянная Больцмана.
Используя это выражение для температуры Хокинга, и предполагая, что нулевая масса чёрной дыры имеет нулевую энтропию, можно использовать термодинамические аргументы для получения энтропии Бекенштейна:
{\displaystyle S_{\rm {B}}={\frac {k_{B}4\pi G}{\hbar c}}M^{2}}.
пропорциональна квадрату массы чёрной дыры; поскольку радиус Шварцшильда пропорционален массе, энтропия Бекенштейна пропорциональна площади поверхности чёрной дыры. — На самом деле,
{\displaystyle S_{\rm {B}}={\frac {Ak_{B}}{4l_{\rm {P}}^{2}}}},
где {\displaystyle l_{\rm {P}}} — планковская длина.
Концепция энтропии чёрных дыр представляет собой интересную головоломку. В обычной ситуации система обладает энтропией, когда большое число различных «микро-состояний» может удовлетворять одному и тому же макроскопическому условию. Например, при наличии ящика, заполненного газом, многие различные расположения атомов газа могут иметь одинаковую полную энергию. Однако считалось, что чёрная дыра — это бесформенный объект (по крылатой фразе Джона Уилера, «у чёрных дыр нет волос»). Каковы же тогда «степени свободы», которые могут порождать энтропию чёрных дыр?
Струнные теоретики построили модели, в которых чёрная дыра является очень длинной (и, следовательно, очень массивной) струной. Эта модель даёт приблизительное согласие с ожидаемой энтропией чёрной дыры Шварцшильда, но точное доказательство ещё не найдено так или иначе. Главная трудность заключается в том, что относительно легко подсчитать степени свободы, которыми обладают квантовые струны, если они не взаимодействуют друг с другом. Это аналогично идеальному газу, изучаемому во вводной термодинамике: самая простая ситуация для моделирования — это когда атомы газа не взаимодействуют между собой. Разработка кинетической теории газов в случае, когда атомы или молекулы газа испытывают межчастичные силы (например, силу Ван-дер-Ваальса), является более сложной задачей. Однако мир без взаимодействий — это неинтересное место: самое важное
для проблемы чёрной дыры — это взаимодействие, и поэтому, если «струнная связь» отключена, чёрная дыра никогда не может возникнуть. Поэтому расчёт энтропии чёрных дыр требует работы в режиме, где существуют струнные взаимодействия.
Распространение более простого случая невзаимодействующих струн на режим, в котором может существовать чёрная дыра, требует суперсимметрии. В некоторых случаях вычисление энтропии, выполненное для нулевой связи струн, остаётся действительным, когда струны взаимодействуют. Задача для струнного теоретика состоит в том, чтобы придумать ситуацию, в которой
может существовать чёрная дыра, которая не «ломает» суперсимметрию. В последние годы это было сделано путем создания черных дыр из D-бран. Вычисление энтропий этих гипотетических дыр дает результаты, которые согласуются с ожидаемой энтропией Бекенштейна. К сожалению, все изученные до сих пор случаи включают в себя многомерные пространства D5-браны в девятимерном пространстве. Например, они не имеют прямого отношения к знакомому случаю — чёрным дырам Шварцшильда, наблюдаемым в нашей собственной вселенной.

## История
Граничные условия Дирихле и D-браны имели долгую «предысторию», прежде чем их полное значение было признано. Серия работ 1975—1976 годов Бардина, Барса, Хансона и Печчеи касалась раннего конкретного предложения о взаимодействующих частицах на концах струн (кварки, взаимодействующие с потоковыми трубками КХД) с динамическими граничными условиями для конечных точек струн, где условия Дирихле были динамическими, а не статическими. Смешанные граничные условия Дирихле — Неймана были впервые рассмотрены Уорреном Сигелом в 1976 году как средство снижения критической размерности теории открытых струн от 26 или 10 до 4 (Сигел также цитирует неопубликованную работу Гальперна и статью 1974 года Ходоса и Торна, но чтение последней статьи показывает, что она на самом деле связана с линейными фонами расширения, а не граничными условиями Дирихле). Эта статья, хотя и провидческая, была мало отмечена в свое время (пародия Сигела 1985 года «Супер-g String» содержит почти мертвое описание миров на бране). Условия Дирихле для всех координат, включая евклидово время (определяющее то, что теперь известно как D-инстантоны) было введено Майклом Грином в 1977 году как средство введения точечной структуры в теорию струн, в попытке построить теорию струн сильного взаимодействия. Струнные компактификации, изученные Харви и Минаханом, Ишибаши и Оноги, а также Прадиси и Саньотти в 1987-89 годах, также использовали граничные условия Дирихле.
В 1989 году Дай, Ли, Полчински и Хожава обнаружили, что Т-дуальность заменяет обычные граничные условия Неймана граничными условиями Дирихле. Этот результат подразумевает, что такие граничные условия должны обязательно появляться в областях пространства модулей любой открытой теории струн. Дай с соавторами в статье также отмечает, что локус граничных условий Дирихле является динамическим и конкретизирует термин «брана Дирихле» (D-брана) для результирующего объекта (эта статья также конкретизирует ориентацию для другого объекта, который возникает при t-двойственности строки).
Статья Ли 1989 года показала, что динамика D-браны управляется действием Дирака — Борна — Инфельда. D-инстантоны были широко изучены Грином в начале 1990-х годов и были показаны Полчински в 1994 году для получения e–1⁄g непертурбативных струнных эффектов, ожидаемые Шенкером. В 1995 году Полчински показал, что D-браны являются источниками электрических и магнитных полей Рамонда — Рамонда, которые необходимы для струнной двойственности, придя к быстрому прогрессу в непертурбативном понимании теории струн.